# Johann Heinrich Lorsbach
Johann Heinrich Lorsbach (* 1620; † 4. Oktober oder 10. Mai 1697) war Bürgermeister von Siegen.
Lorsbach stammte aus einer sehr angesehenen Nassau-oranischen Familie. Er war Ratsmitglied in Siegen, Stadtschöppe und langjähriger Bürgermeister von Siegen.
Er war evangelisch und seit 1641 (oder 1649) verheiratet mit Anna Kathrein geb. Kopffer (auch Keyser); aus der Ehe stammten vier Kinder. Sein Sohn Hans Heinrich wurde nach einer juristischen Ausbildung in Herborn, Marburg, Duisburg und Leiden Erzieher der Söhne des russischen Gesandten in Haag, des späteren fürstlich Nassau-Dillenburgischen Geheimen Justizrats und Kanzleidirectors in Dillenburg. 
Hans Heinrich Lorsbachs Sohn war der Gelehrte Georg Wilhelm Lorsbach.